# Santosse

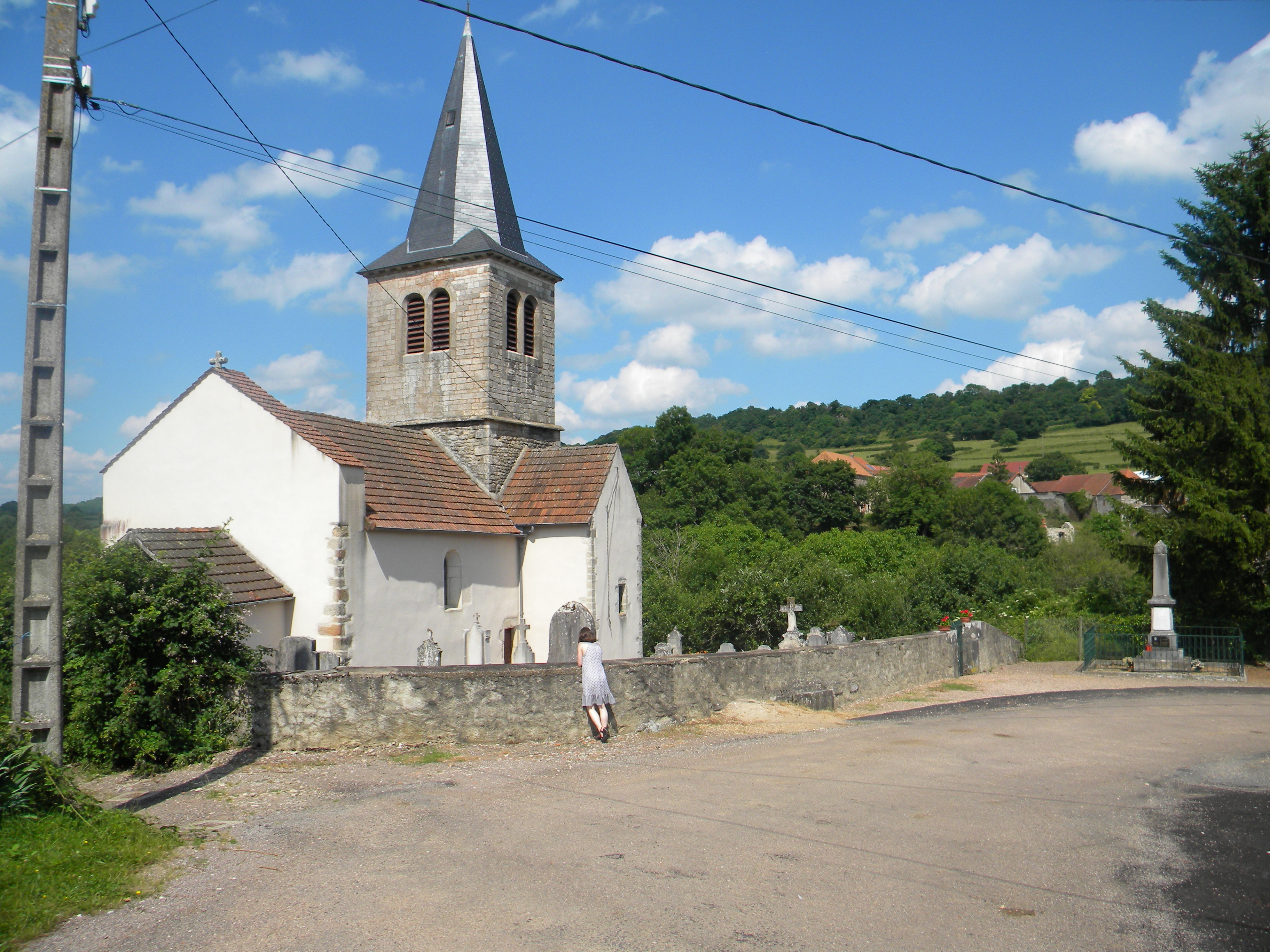
Kerk

Santosse is een gemeente in het Franse departement Côte-d'Or (regio Bourgogne-Franche-Comté) en telt 48 inwoners (2009). De plaats maakt deel uit van het arrondissement Beaune.

## Geografie
De oppervlakte van Santosse bedraagt 8,4 km², de bevolkingsdichtheid is dus 5,7 inwoners per km².
De onderstaande kaart toont de ligging van Santosse met de belangrijkste infrastructuur en aangrenzende gemeenten.

## Demografie
Onderstaande figuur toont het verloop van het inwonertal (bron: INSEE-tellingen).